# Hypericum strictum
Hypericum strictum är en johannesörtsväxtart som först beskrevs av José Jéronimo Triana och Planch., och fick sitt nu gällande namn av Carl Sigismund Kunth. Hypericum strictum ingår i släktet johannesörter, och familjen johannesörtsväxter. Inga underarter finns listade i Catalogue of Life.